# Río Morona
El río Morona es un río sudamericano de aguas blancas, un afluente del río Marañón que discurre por Ecuador y el Perú. Tiene una longitud de 550 km, de los que unos 402 km discurren por el territorio amazónico peruano del departamento de Loreto.

## Geografía
El río Morona tiene un curso paralelo al del río Pastaza e inmediatamente al oeste del mismo, y es el último río de importancia en la parte norte de la Amazonía antes de llegar al pongo de Manseriche. 
Se forma a partir de una multitud de cursos de agua que bajan las laderas de los Andes ecuatorianos, al sur del gigantesco volcán de Sangay, pero pronto llega a la llanura, que comienza cuando recibe al ramal Cusulima. El río Morona es navegable por pequeñas embarcaciones hasta unos 480 km por encima de su boca, pero es muy tortuoso. Las canoas pueden ascender por muchas de sus ramas, especialmente el Cusuhma y el Miazal, este último casi hasta la base de Sangay. El río Morona ha sido escenario de muchas rudas exploraciones, con la esperanza de encontrar una ruta comercial de servicio entre la inter-meseta andina del Ecuador y el río Amazonas.